# كوبيلي نيوف
كوبيلي نيوف (بالفرنسية: Coupelle-Neuve)‏ هي بلدية تقع في إقليم باد كاليه من منطقة نور با دو كاليه في شمال فرنسا. تبلغ مساحة هذه المدينة 4.54 (كم²)، وترتفع عن سطح البحر 130 م، يبلغ عدد سكانها 161 نسمة حسب إحصاء المعهد الوطني للإحصاء والدراسات الاقتصادية سنة 2009 م. وترأس Jacques Constant البلدية خلال فترة (2008-2014).